# Mwense, Zambia
Mwense  este un oraș  în  provincia Luapula, Zambia.